# Calvin Coolidge
John Calvin Coolidge mlajši, ameriški politik, * 4. julij 1872, Plymouth, Vermont, † 5. januar 1933, Northampton, Massachusetts.
Coolidge je bil pomočnik guvernerja Massachusettsa (1916-1919), guverner Massachusettsa (1919-1921), podpredsednik ZDA (1921-1923) in 30. predsednik ZDA (1923-1929). 
1. 1 2  data.bnf.fr: platforma za odprte podatke — 2011.
2. ↑  Encyclopædia Britannica
3. ↑  Кулидж Калвин // Большая советская энциклопедия: [в 30 т.] — 3-е изд. — Moskva: Советская энциклопедия, 1969.